# Vladímir Jirinovski
Vladímir Vólfovitx Jirinovski (en rus Влади́мир Во́льфович Жирино́вский), o bé Vladímir Vólfovitx Eidelstein), nascut a Almati (el Kazakhstan) el 25 d'abril de 1946 – Moscou, 6 d'abril de 2022), fou un polític rus, diputat i vicepresident de la Duma Estatal (el parlament rus), i advocat. Jirinovski era el líder i fundador del Partit Liberal Democràtic de Rússia (PLDR), el tercer més important a la Duma. També fou membre de l'Assemblea Parlamentària del Consell d'Europa.
El 1964 estudià a Moscou llengües orientals gràcies a la seva pertinença a la Jove Lliga Comunista. El 1969 fou enviat a Turquia a treballar d'intèrpret per a una editorial russa, ja que parla Turc amb fluïdesa. Uns anys després va fer el servei militar a Tblisi.
Va negar-se quatre vegades consecutives a l'oferiment de tenir el carnet del PCUS i mai no va ser membre del partit.
El març del 1990 fundà el Partit Liberal Democràtic de l'URSS, posteriorment registrat com a Partit Liberal Democràtic de Rússia, amb el qual aconseguí en les eleccions presidencials del juny del 1991 sis milions de vots (7,81%).
Amb un discurs populista fou elegit diputat a la Duma en les eleccions legislatives del desembre del 1993, quan el PLDR fou la força més votada i aconseguí 70 dels 450 escons. Al V Congrés del PLDR, a l'abril del 1994, fou elegit president d'aquest partit per un període de 10 anys. A la primera volta de les eleccions presidencials del juny del 1996 obtingué el 5,70% dels vots. Tanmateix, a les eleccions presidencials del març del 2000 només va obtenir el 2,7% dels vots. El 2004 va renunciar a presentar-se com a candidat del partit i nomenà candidat Oleg Malixkin.
Fou sempre un personatge controvertit i polèmic, ja que mostrava públicament admiració per Adolf Hitler i Saddam Hussein, i reclamà obertament el restabliment d'un imperi rus del Bàltic a l'Índic, amb ús de les armes nuclears si cal.
Per altra part, se'l coneix com un polític que es preocupava pels problemes de la gent i el seu partit està en contra tant del comunisme com del capitalisme.
Malgrat les seves diatribes antijueves, el 2003 va reconèixer públicament que el seu pare era jueu i de les seves declaracions habituals es pot deduir que, malgrat no agradar-li el poble jueu, el considera un poble com qualsevol altre amb dret a tenir el seu estat a la seva pròpia terra, existint fins i tot un partit ideològicament molt proper a ell i al LDPR.
En una visita privada a Israel el juny de 2006, Jirinovski va fer una visita a la tomba del seu pare, Volf Isàkovitx Eidelstein, qui fou enterrat a Holon, suburbi de Tel-Aviv. Alguns consideren l'abandonament del nadó Jirinovski i la seva mare pel pare com una de les raons de les seves diatribes anti-jueves, que sempre han estat en entrevistes televisives, no sent part de la plataforma del seu partit.
Estava casat amb na Galina Lebedeva, advocada amb quatre carreres i amb qui tingué un fill, Igor Vladimiròvitx Lebedev.